# Гальяно-дель-Капо
Гальяно-дель-Капо (итал. Gagliano del Capo) — коммуна в Италии, располагается в регионе Апулия, в провинции Лечче.
Население составляет 5480 человек (2008 г.), плотность населения составляет 356 чел./км². Занимает площадь 16 км². Почтовый индекс — 73034. Телефонный код — 0833.
Покровителем населённого пункта считается святой San Rocco.

## Демография
Динамика населения:

## Администрация коммуны
- Официальный сайт: http://www.comune.gaglianodelcapo.le.it/